# Caserna Taksim
La Caserna Taksim o Caserna d'Artilleria Halil Paixà (turc Taksim Kışlası o Halil Paşa Topçu Kışlası) era una caserna localitzada en l'actual ubicació del parc Taksim Gezi, al costat de la plaça de Taksim, a Istanbul, Turquia.

## Història
La caserna es va construir en 1806, durant el regnat (1789-1807) del sultà otomà Selim III. El seu arquitecte va ser l'armeni Krikor Balian, i el seu estil estava basat en l'arquitectura otomana, russa i índia.
Durant l'incident del 31 de març, el 1909, l'edifici de les casernes va sofrir un dany considerable. El 1921, el pati intern va ser reformat i va esdevenir l'Estadi de Taksim, el primer estadi de futbol a Turquia, usat per tots els equips de futbol principals de la ciutat, incloent el Beşiktaş JK, el Galatasaray SK i el Fenerbahçe SK. L'estadi es va tancar en 1939, i es va enderrocar el 1940, durant els treballs de renovació de la plaça de Taksim.

### Reconstrucció
El 16 de setembre de 2011, l'assemblea del districte de Beyoğlu va decidir reconstruir l'estructura com a centre comercial, tot i que l'àrea es trobava dins l'àmbit de les ordenances de protecció d'espais verds. La reconstrucció de la caserna va ser rebuda amb protestes a Istanbul, que van desembocar en les Protestes del 2013 a Turquia.